# Hammam Béni Salah
Hammam Béni Salah (arabisch حمام بنى صالح) ist eine algerische Gemeinde in der Provinz El Tarf mit 4871 Einwohnern. (Stand: 1998)

## Geographie
Hammam Béni Salah befindet sich westlich von der tunesischen Grenze. Die Gemeinde wird umgeben von Chefia im Norden, von Bouhadjar im Osten und von Oued Zitoun im Süden.